# اونز ۱۵۶۰۸
سیارک ۱۵۶۰۸ (به انگلیسی: 15608 Owens، نامگذاری:2000GK124) پانزده هزار و ششصد و هشتمین سیارک کشف شده‌است که در ۷ آوریل ۲۰۰۰ کشف شد.
قدر مطلق سیارک برابر ۲۰.۴ است.